# سونيا بليد
سونيا بلايد، (بالإنجليزية: Sonya Blade)‏، إحدى شخصيات لعبة القتال مورتال كومبات. وهي معروفة بأنها أول شخصية فتاة في سلسلة مورتال كومبات.

## نظرة عامة
الملازم الأول سونيا بلايد إحدى الشخصيات الرئيسية البطلة في القصة. وهي عضو في وحدة عالية للقوات الخاصة في الولايات المتحدة، ووكالة التحقيق للعالم الخارجي. يساعد الأعلى رتبة منها صديقها الرائد جاكسون "جاكس" بريجز في التقليل من حدة اندفاعها.
تمثل سونيا امرأة متحررة وقوية، لكن مع كل عنادها وغرورها، فهي تهتم بشكل عميق لحياة أصدقائها وزملائها. لها خصومة طال زمنها مع اللص كاينو، الذي يمثل كل ما تكرهه سونيا.

## حياتها الأسرية
سونيا متزوجة من جوني كايج، وأنجبا كاسي كايج.

## المصدر
مقالة سونيا بلايد على ويكيبيديا الإنكليزية: Sonya Blade